# Utivarachna bucculenta
Utivarachna bucculenta là một loài nhện trong họ Trachelidae.
Loài này thuộc chi Utivarachna. Utivarachna bucculenta được Christa L. Deeleman-Reinhold miêu tả năm 2001.